# Mayday
Mayday je záchranné kódové slovo používané mezinárodně jako nouzový signál v hlasové komunikaci, odvozené z francouzského slova m'aider. Je používáno na znamení ohrožení života mnoha skupinami lidí, jako jsou např. policejní síly, piloti, hasiči a přepravní společnosti. Volání třikrát za sebou (mayday, mayday, mayday) v řadě signalizuje závažné nebezpečí (např. ohrožení života).

## Původ slova
M'aider je infinitivní tvar zvratného slovesa „pomoz mi“; nicméně ve francouzštině se jako samostatný příkaz nepoužívá, používá se jen v několika francouzských nářečích. To vedlo některé etymology k tvrzení, že co se opravdu míní, je zkrácení slovního spojení „Venez m’aider“ („Přijďte mi pomoc“). „M'aidez“, které není gramaticky správně ve standardní francouzštině, je považováno za přípustnou alternativu. V každém případě musí být Mayday považováno spíše jen za hrubý fonetický přepis. I když se v angličtině toto slovo používá pouze v nouzové situaci, ve francouzštině nenese žádný větší význam naléhavosti. Francouzi v nouzové situaci volají „À l'aide!“ nebo „Au secours!“.

## Volání Mayday
Mayday se používá jen v situaci, kdy je loď, letadlo, auto nebo osoba ve vážném ohrožení a potřebuje naléhavou pomoc. Příklady „vážného ohrožení“, ve kterých by mělo být Mayday použito, jsou požár, výbuch, potápění aj.
Volání Mayday jsou vysílána přes rádio, jako je např. lodní nebo letecké VHF rádio (velmi krátké vlny). Přestože je volání Mayday rozuměno na jakékoliv frekvenci, organizace, jako jsou pobřežní stráž a řízení letového provozu, navzájem monitorují určené kanály: námořní MF na 2182 kHz; námořní VHF kanál 16 a leteckou frekvenci 121,5 MHz. Volání Mayday je ekvivalentem volání SOS z Morseova kódu nebo telefonního volání na číslo záchranné služby.
Pokud je přijato volání Mayday, pobřežní stráž může vyslat záchranné lodě a vrtulníky, aby pomohly lodi, která má problémy. Jiné lodi, které jsou poblíž, mohou změnit kurs, aby pomohly lodi, která vyslala volání Mayday.
Falešné volání Mayday je v mnoha zemích trestný čin (např. ve Spojených státech amerických hrozí až šest let vězení a pokuta ve výši 250 000 $).
Pobřežní stráž může být zavolána i v situacích, kdy nehrozí bezprostřední nebezpečí (např. málo paliva), voláním „Coastguard, Coastguard, Coastguard, this is (jméno lodě)“ na VHF kanálu 16. Ačkoliv je potřeba v mnoha zemích k legálnímu používání VHF rádia zvláštní výcvik a licence, kdokoliv může legálně používat VHF rádio a přivolávat pomoc v nouzových případech.
Pokud není možné vyslat volání Mayday kvůli nedostupnosti rádia, existují různá jiná nouzová volání a volání o pomoc. Mayday může být vysláno za pomoci jiné lodi použitím dohody zvané Mayday Relay (viz níže).

## Historie

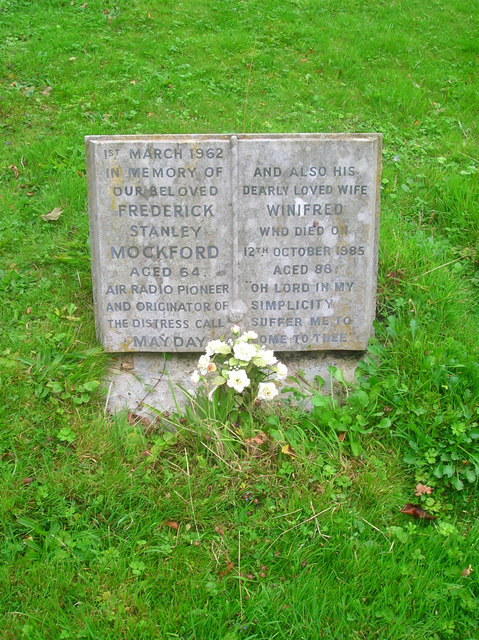
Hrob Fredericka Mockforda v Selmestonu

Slovo Mayday pochází z roku 1923 od Fredericka Stanleye Mockforda (1897–1962). Jako radiotelegrafista na Croydon Airport v Londýně byl požádán, aby vymyslel slovo, které by označovalo nouzi a bylo tak jednoduché, aby mu rozuměli všichni piloti i pozemní personál. Navrhl slovo „Mayday“ z francouzského m'aidez.

## Jiná naléhavá volání
Mayday je jedním z mnoha slov používaných mezinárodně jako rádiové kódové slovo k označení důležité informace. Odesílatelé naléhavých volání jsou oprávněni přerušovat zprávy nízké priority. Stejně jako Mayday i používání těchto volání bezdůvodně je trestným činem.
Každé z těchto naléhavých volání se obvykle opakuje třikrát (např. „Pan-pan, Pan-pan, Pan-pan“).

### Mayday relay
Volání Mayday relay je přenášeno z lodi, která zastupuje loď v nouzi. Pokud loď vysílá zprávu Mayday a nikdo tuto zprávu nepotvrdí ani po opakování a dvouminutové pauze, loď, která toto Mayday obdrží, se může pokusit kontaktovat pobřežní hlídku vysláním Mayday Relay.
Volání Mayday Relay používá identifikační kód vysílací lodi, která ale předává jméno a pozici lodi, která volá Mayday.
Voláním Mayday Relay může být svolána pomoc pro loď, která je příliš vzdálena od pobřeží, aby mohla kontaktovat pobřežní stráž přímo, nebo bez schopnosti rádiové komunikace.

### Pan-pan
Pan-pan (z francouzského panne – selhání, havárie) signalizuje naléhavou zprávu nižšího řádu než „vážné ohrožení vyžadující naléhavou pomoc“, např. mechanickou závadu. Přidáním přípony medico se indikuje lékařský problém (Pan-pan medical, opakovaně třikrát). V morseově kódu lze vyjádřit jako XXX.

### Securite
Securite (z francouzského sécurité) signalizuje zprávu o bezpečí, jako např. zprávy o počasí.

### Silence
Následující volání může vysílat loď v nouzi nebo reagující autorita (např. pobřežní hlídka):
- Seelonce Mayday nebo Seelonce Distress znamená, že kanál může být použit pouze lodí v nouzi a pobřežní hlídkou (a jinými loděmi, které chtějí pomoci). Kanál nesmí být užíván pro normální komunikaci, dokud není vysláno volání „seelonce feenee“.

- Výrazy Stop Transmitting – Distress a Stop Transmitting – Mayday jsou letecké ekvivalenty k Seelonce Mayday.

- Seelonce Feenee znamená, že nouzová situace skončila a kanál může být využíván normálně. Slovo prudonce může být také použito k povolení využívání kanálu.

- Distress Traffic Ended je letecký ekvivalent seelonce feenee.